# Elle était souriante

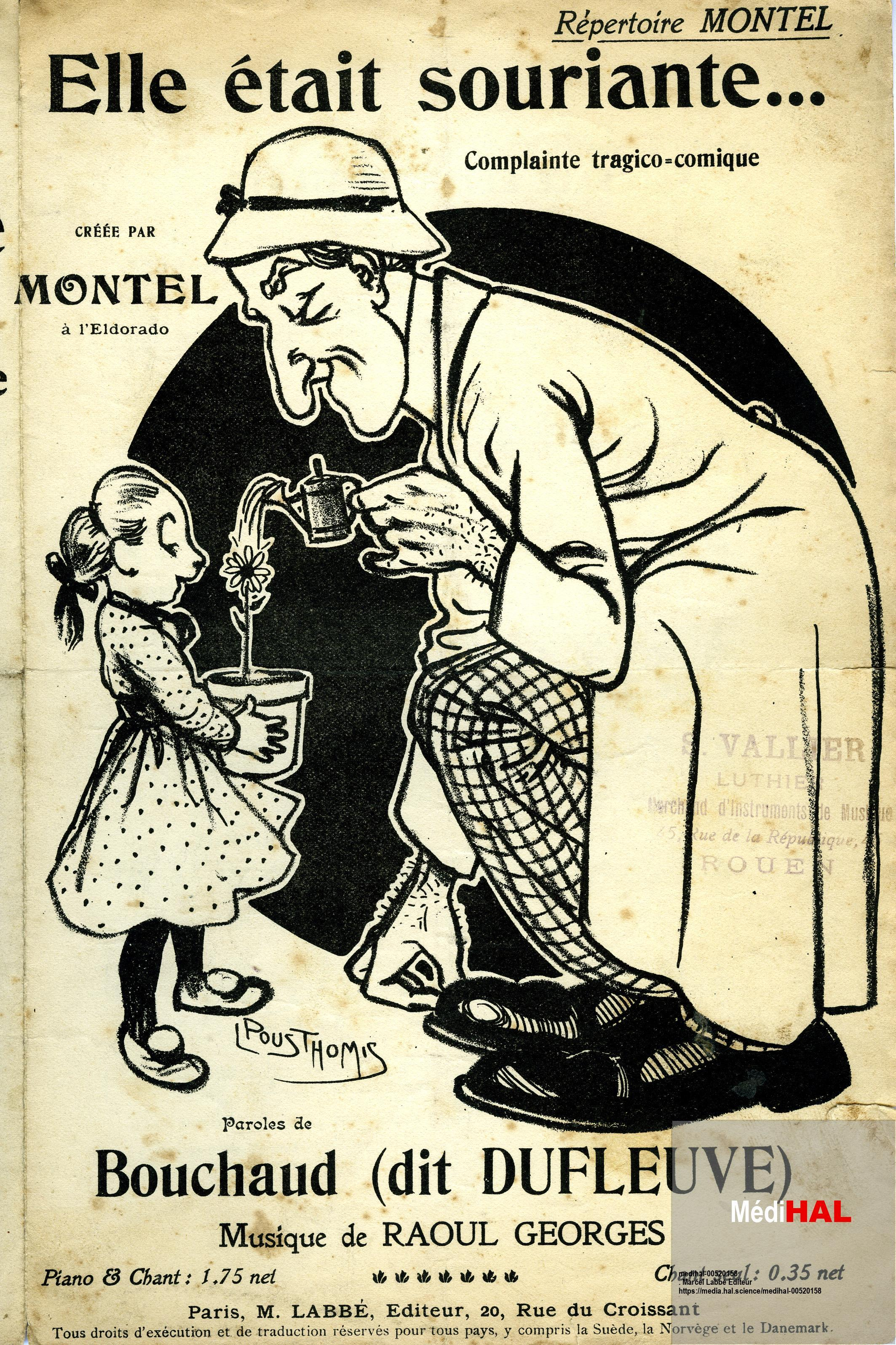
Elle était souriante.

Elle était souriante est une chanson créée en 1908. Les paroles sont de Edmond Bouchaud dit Dufleuve et la musique de Raoul Georges.
Elle a été chantée entre autres par Dufleuve, Paul Lack, Charles Montel (qui en enregistre une version en 1929),  ou Polin et, plus récemment par Roger Pierre et Jean-Marc Thibault.
Elle a été reprise par Pierre Bellemare lors d’une émission télévisée des Grosses têtes de Philippe Bouvard.

## La chanson
Le texte narre les péripéties subies par une jeune fille à la bonne humeur inaltérable ; en effet, cette chatelaine est tour à tour enlevée par des romanichels, séquestrée, attachée, jetée du sixième étage, se fait passer dessus par un autobus avant d'être poignardée, jetée à la mer et dévorée par des poissons. Malgré cela, elle garde son entrain puisque le refrain, qui intervient après chacune des pérégrinations de la jeune femme, indique :
« Le lendemain, elle était souriante
À sa fenêtre fleurie chaque soir
Elle arrosait ses petites fleurs grimpantes
Avec de l'eau de son p'tit arrosoir »
La chanson comporte huit couplets, mais elle n'a jamais été enregistrée dans son intégralité : Charles Montel a enregistré les trois premiers, Paul Lack les quatre premiers. Lack fut le premier à la graver chez Odéon en 1908, mais la version la plus rencontrée dans les rééditions actuelles est celle de Montel, enregistrée chez Columbia en 1929, la plus rare étant la version gravée par Dufleuve lui-même chez Perfectaphone en 1922.
Paul Lack réussit un coup de maître en accentuant la loufoquerie des paroles par la transformation du « p’tit arrosoir » en « arrosesoir », prononcé « arro-ze-zoir », et ce dès la première réitération du refrain.